# Білецька Тетяна Миколаївна
Тетя́на Микола́ївна Беле́цька (нар. 14 лютого 1963, Київ) — українська артистка балету, балетмейстерка. Народна артистка України (2001).

## Життєпис
1982 року закінчила Київське державне хореографічне училище (клас Г. М. Кирилової та А. Г. Кальченко).
2000 — закінчила Українську академію танцю як балетмейстерка-репетиторка (клас Е. М. Стебляк).
З 1982 року — артистка Національної опери України імені Тараса Шевченка. Балерина лірико-романтичного плану.
Виступала у Франції, Італії, Канаді, Японії, США, Швейцарії, Іспанії, Португалії, Німеччині, Аргентині, Бразилії та інших країнах.
У березні 2024 року стала фігуранткою розслідування Bihus.Info про розкрадання державних коштів як власниця компанії-підрядника Київського метрополітену ТОВ «КБ „Теплоенергоавтоматика“».

## Партії
- Аврора («Спляча красуня» П. Чайковського)
- Білосніжка («Білосніжка та семеро гномів» Б. Павловського)
- Балерина («Петрушка» І. Стравинського).
- Гамзатті («Баядерка» Л. Мінкуса)
- Жізель («Жізель» А. Адана)
- Зобеїда («Шехеразада» на музику М. Римського-Корсакова)
- Карла («Віденський вальс»)
- Кітрі («Дон Кіхот» Л. Мінкуса)
- Клара («Лускунчик» П. Чайковського)
- Ліза («Марна пересторога» Ф. Герольда)
- Мавка («Лісова пісня» М. Скорульського)
- Пахіта («Пахіта» Л. Мінкуса)
- Попелюшка («Попелюшка» С. Прокоф'єва)
- Одетта–Одилія («Лебедине озеро» П. Чайковського)